# 羽根北町
羽根北町（はねきたまち）は、愛知県岡崎市の町名である。岡崎地区に位置する。現行行政地名は羽根北町1丁目から羽根北町5丁目。

## 地理
岡崎市の南部に位置する。

### 地価
住宅地の地価は、2014年（平成26年）1月1日の公示地価によれば、羽根北町4丁目1番13の地点で14万4000円/m2となっている。

## 世帯数と人口
2019年（令和元年）5月1日現在の世帯数と人口は以下の通りである。
| 町丁     | 世帯数  | 人口    |
| -------- | ------- | ------- |
| 羽根北町 | 479世帯 | 1,017人 |

### 人口の変遷
国勢調査による人口の推移
| 1995年（平成7年）  | 809人   | [ 7 ]  |  |
| 2000年（平成12年） | 1,029人 | [ 8 ]  |  |
| 2005年（平成17年） | 1,149人 | [ 9 ]  |  |
| 2010年（平成22年） | 975人   | [ 10 ] |  |
| 2015年（平成27年） | 904人   | [ 11 ] |  |

## 小・中学校の学区
市立小・中学校に通う場合、学区は以下の通りとなる。
| 番・番地等 | 小学校             | 中学校           |
| ---------- | ------------------ | ---------------- |
| 全域       | 岡崎市立羽根小学校 | 岡崎市立南中学校 |

## 歴史
額田郡羽根村の一部を前身とする。

### 沿革
- 1981年（昭和56年）1月13日 - 羽根土地区画整理組合の事業で、羽根町の一部を分離し、羽根北町を設置[1]。

## 施設
- 羽根公園
- あすなろ公園
- 日本光電中部愛知支社岡崎営業所
- 百五銀行岡崎支店
- ローソン羽根北町店
- ファミリーマート岡崎羽根北町店
- Jネットレンタカー岡崎店
- ボルボ・カーズ岡崎
- メガネの三城岡崎店
- アパマンショップ岡崎南店
- ゴルフ・ドゥ羽根北店
- 自転車ジョイ岡崎羽根店
- ティア岡崎南
- びっくりドンキー岡崎南店
- 牛角岡崎羽根店
- お好み焼き本舗岡崎羽根店
- 覚照寺

## 交通
道路
- 国道248号
- 愛知県道48号岡崎刈谷線（竜南メーンロード）

## その他

### 日本郵便
- 郵便番号 : 444-0831[4]（集配局：岡崎郵便局[13]）。

## 参考資料
- 「角川日本地名大辞典」編纂委員会 編『角川日本地名大辞典 23 愛知県』角川書店、1989年3月8日。ISBN 4-04-001230-5。
- 有限会社平凡社地方資料センター 編『日本歴史地名体系第23巻 愛知県の地名』平凡社、1981年。ISBN 4-582-49023-9。